# Belle da Costa Greene
Belle da Costa Greene (Alexandria, Virginie, 13 décembre 1883 – New York, 10 mai 1950) est la bibliothécaire personnelle de J.P. Morgan, puis, après la mort de ce dernier, directrice de la Morgan Library and Museum.

## Jeunes années et éducation
Belle Marion Greener naît à Alexandria en Virginie où elle grandit jusqu'au déménagement de sa famille à New York, où ils vont pour la carrière de son père en 1887-1888. Ce dernier était l'éminent avocat Richard Theodore Greener (en), qui fut doyen de la Howard University et le premier Noir à être diplômé de l'université de Harvard en 1870. Sa mère était Genevieve Ida Fleet, qui a travaillé comme institutrice et directrice d’école. Ses deux parents viennent de familles très éduquées, connues comme faisant partie de l’aristocratie afro-américaine. 
Afin de se conformer aux lois sur la ségrégation raciale aux États-Unis, sa mère, après sa séparation d'avec Richard T. Greener, modifie le nom de la famille, qui devient et déclare sur tous les papiers officiels de la famille qu’ils sont blancs. Belle ajoutera Da Costa à son nom plus tard pour justifier son teint foncé par des origines portugaises. 
Belle poursuit une éducation traditionnelle avant de faire une pause entre 1894 et 1896 pour travailler dans un bureau de registraire d’un Teacher’s College. C’est dans ce collège qu’elle rencontre la philanthrope Grace Hoadley Dodge (en). Cette dernière encourage Belle à poursuivre ses études et offre même de payer ses frais de scolarité.
C’est ainsi que Belle da Costa Greene se retrouve à l’école Northfield Seminary for Young Ladies en 1896. Dans cet établissement, on apprenait aux jeunes femmes les disciplines traditionnelles : les mathématiques, la grammaire, la géologie, le latin et l’allemand.
Greene affirmera plus tard que Northfield avait été une expérience transformative et fera des dons toute sa vie à son alma mater. Elle quitte cette école en 1899. 
L’été suivant, elle s’inscrit à la Amherst Summer School of Library. Enfant, elle avait toujours affirmé vouloir être bibliothécaire. « I knew definitely by the time I was twelve years old that I wanted to work with rare books. I loved them even then, the sight of them, the wonderful feel of them, the romance and thrill of them. »

## Carrière
Après sa formation de bibliothécaire, Belle s'installe à Princeton en 1901, où elle commence à travailler pour la bibliothèque de l'université. Princeton, à l’époque, n’admettait pas d’étudiants noirs. À cause de la politique one drop, dire qu’elle était blanche était donc nécessaire pour obtenir cet emploi. 
Elle rencontre, à Princeton, Junius Morgan, neveu de John Pierpont Morgan, qui faisait acte de conseiller à son oncle en termes d’acquisitions de livres anciens.
John Pierpont Morgan est un banquier et un financier fortuné, mais est également un passionné d’histoire et d’art. Avec sa fortune, il collectionnait des livres rares et des œuvres d’art d’un peu partout dans le monde. Il avait acquis beaucoup d’objets et fit donc la demande, en 1902, John Pierpont Morgan charge Charles Follen McKim de lui construire une bibliothèque à Madison Avenue. Sa collection était déjà trop importante pour qu'il s'en occupe seul, il cherchait à engager des professionnels et se tourna donc vers son neveu pour qu’il lui suggère quelqu’un.
En 1905, Junius Morgan présente Belle da Costa Greene à son oncle. Le financier l’engage comme assistante bibliothécaire. Pendant trois ans, elle s’occupera d’organiser la collection de J.P. Morgan. Avec le temps, elle grimpe dans la confiance de son employeur et, en décembre 1908, il l’envoie en Europe pour faire l’acquisition de manuscrits, de livres et d'œuvres. Elle devient ainsi son agente et représentante dans les ventes et acquisitions de livres. Elle occupera ce poste jusqu’en 1913, année où J.P. Morgan décèdera.
Belle da Costa Greene était connue pour débourser d’énormes sommes pour acquérir des livres rares. Elle a d’ailleurs fait la manchette des journaux en 1911 lorsqu’elle a fait l’acquisition de Le Morte d’Arthur, livre datant de 1485, pour le prix de 42 800 $. Un journal rapporte que les autres collectionneurs étaient apeurés lorsqu’ils la voyaient arriver : « A newspaper wrote: the sight of her great plumed hat in an auction room was enough to agitate everyother bidder present. »
Belle dépense des millions de dollars pour l'achat et la vente de manuscrits, livres et œuvres, et pour voyager somptueusement. On l'a décrite comme une femme directe et intelligente, jolie et sensuelle. Elle conciliait un style de vie bohème avec la fréquentation de l'élite. Elle dit un jour « Ce n'est pas parce que je suis bibliothécaire que je dois m'habiller comme une bibliothécaire ». Elle avait en effet l'habitude d'aller travailler vêtue de robes de couturiers célèbres et parée de bijoux. 
Sa fonction la plaçait au centre du commerce de l'art et elle ambitionnait de faire de sa bibliothèque la plus importante de toutes. Avant sa mort, J. P. Morgan lui laissa 50 000 dollars et une pension viagère de 10 000 dollars par mois, ce qui représentait une somme élevée à l'époque. 
Après la mort de Morgan, la responsabilité de la bibliothèque incombe à son fils Jack Morgan. Nettement moins passionné par les arts et l’histoire que son père, Jack Morgan décide de liquider la collection d’œuvres d’art de son père. Belle de Costa Greene se battit pour que le même sort ne soit pas réservé à la collection de livres, d’incunables et de manuscrits. Elle remporta la bataille.
En 1924, Jack Morgan ouvre les portes de la collection personnelle de son père et transforme l’établissement en bibliothèque publique. Il nomme Belle da Costa Greene à la tête de l’institution, en tant que directrice. Elle conservera ce poste jusqu'en 1948, contribuant à enrichir la collection considérablement. Elle argumentait constamment avec JP Morgan Jr pour faire de nouvelles acquisitions.
Elle ne s’occupait pas uniquement de toutes les acquisitions. On disait qu’elle s’occupait de tout à la Morgan Library, qu’elle était l’âme de la bibliothèque. Parmi ses autres accomplissements, on note d’ailleurs la mise en place d’un programme d’emprunts de copie de documents rares pour les chercheurs américains ainsi qu’une programmation érudite, au sein même de la bibliothèque, où on pouvait assister à des conférences et des lectures sur plusieurs sujets littéraires et historiques.

## Vie personnelle
Elle ne se maria jamais, mais eut un certain nombre de liaisons, la plus importante étant celle avec Bernard Berenson à qui elle a envoyé plus de 600 lettres. C’est dans cette correspondance qu’on peut retrouver le plus d’informations sur la personnalité de Belle da Costa Greene, puisque cette dernière a détruit tous ses papiers personnels. Le Musée Morgan, en collaboration avec le Harvard Center for Italian Renaissance, I Tatti, sont en processus de numériser et transcrire toutes les lettres de Greene à Berenson.
À ceux qui lui demandaient si elle avait été la maitresse de J.P. Morgan, elle répondit : « Nous avons essayé ».
L'écrivaine Alexandra Lapierre, dans l'ouvrage qu'elle lui a consacré, relate que toute sa vie Belle et sa famille ont dû cacher leurs origines noires, qui leur auraient enlevé tout droit à une citoyenneté « normale », s'interdisant notamment d'avoir des enfants qui auraient pu naître noirs. Cependant, sa sœur Teddy eut un fils, Bobbie Leveridge, que Belle adopta en 1919. Durant la Seconde Guerre mondiale, celui-ci, envoyé au front en 1943, reçut une lettre de sa fiancée lui annonçant qu'une enquête de son père avait révélé ses origines noires et qu'il devrait être castré si le mariage devait avoir lieu. Accablé par cette révélation, Bobbie se suicida. La lettre est conservée au Courtauld Institute of Arts à Londres.
Belle da Costa Greene habita toute sa vie avec sa mère, jusqu’à la mort de celle-ci en 1941. Sa mère l’accompagnait souvent dans ses voyages en Europe. Elle n’a pas eu de relation avec son père à la suite de la séparation de ses parents. Belle da Costa Greene n’a jamais reconnu publiquement son père. C’est seulement lors de la publication de la biographie de John Pierpont Morgan, Morgan: American Financier, de l’autrice Jean Strouse, que la filiation familiale fut révélée. 
Elle est décédée en 1950, deux ans après sa retraite, des suites d’un cancer à New York.

## Adaptations
Dans la culture populaire, Belle de Costa Greene n’est pas une figure connue. Néanmoins, deux romans ont été écrits sur sa vie. Il y a le roman d’Alexandra Lapierre Belle Greene, ainsi que le roman The Personal Librarian des autrices Marie Benedict et Victoria Christopher Murray. Ces deux romans mélangent fiction et réalité dans leur récit sur la vie de Belle da Costa Greene.
Il y a aussi la bande dessinée La vie secrète de Miss Greene par Nicolas Antona et Nina Jacqmin qui relate sa vie.

### Bases de données et dictionnaires
- Ressources relatives aux beaux-arts :   - AGORHA
  - Grove Art Online
  - Union List of Artist Names
- Ressource relative au spectacle :   - Internet Broadway Database
- Notices dans des dictionnaires ou encyclopédies généralistes :   - American National Biography
  - BlackPast
  - Britannica
- Notices d'autorité :   - VIAF
  - ISNI
  - BnF (données)
  - IdRef
  - LCCN
  - GND
  - Espagne
  - Belgique
  - Pays-Bas
  - Pologne
  - Israël
  - NUKAT
  - Suède
  - Vatican
  - Tchéquie